# Cristo Reyes
Cristo Reyes (San Cristóbal, 1987. július 30. –) spanyol dartsjátékos. 2014-től 2021-ig a Professional Darts Corporation tagja. Beceneve "The Spartan".

## Pályafutása

### PDC
Reyes 2014-ben szerződött a PDC-hez, ahol már első évében kijutott a világbajnokságra az ibériai selejtező megnyerésével. A vb-t a selejtező körben kezdte, ahol a fülöp-szigeteki Christian Perez-t 4–0-ra legyőzte. Az első körben Wes Newtont, a második körben pedig Kevin Paintert is sikerült legyőznie a spanyolnak. A harmadik körben a későbbi világbajnok Gary Andersonnal csapott össze, de végül a skót játékos 4–1-re legyőzte Reyest. A vb után Reyesnek sikerült megszereznie a ProTour-kártyát, amellyel részt vehetett a PDC versenyein. A Players Championship egyik állomásán sikerült egy kilencnyilast dobnia Robert Thornton ellen, de a mérkőzést 6–2-re elvesztette skót ellenfelével szemben.
A 2016-os vb-n az első körben újra Wes Newton ellen játszott a továbbjutásért, de ezúttal nem tudta megverni angol ellenfelét, és 3–1-re elveszítette a mérkőzést.
A 2017-es világbajnokságon Dimitri Van den Bergh-gel játszott az első fordulóban, és 3–2-re sikerült legyőznie belga ellenfelét. A második körben a világelső Michael van Gerwen volt az ellenfele, akitől 4–2-re kapott ki úgy, hogy 106,4-es körátlagot ért el a mérkőzésen. Akkoriban ez rekordnak számított, hiszen korábban még senki sem kapott ki világbajnoki mérkőzésen ilyen magas körátlaggal. Ezt a rekordot csak a 2018-as vb elődöntőben döntötte meg Raymond van Barneveld, aki 109,36-os átlaggal kapott ki szintén van Gerwentől.

## Világbajnoki szereplései

### PDC
- 2015: Harmadik kör (vereség  Gary Anderson ellen 1–4)
- 2016: Első kör (vereség  Wes Newton ellen 1–3)
- 2017: Második kör (vereség  Michael van Gerwen ellen 2–4)
- 2018: Első kör (vereség  Toni Alcinas ellen 1–3)
- 2019: Harmadik kör (vereség  Rob Cross ellen 0–4)
- 2020: Második kör (vereség  Adrian Lewis ellen 2–3)

## Tornagyőzelmei

### PDC
- PDC World Iberian Qualifying Event: 2014